# 巴东羊角芹
巴东羊角芹（学名：Aegopodium henryi）是伞形科羊角芹属的植物。分布在印度以及中国大陆的陕西、湖北、甘肃、四川等地，生长于海拔500米至1,650米的地区，多生于山坡，目前尚未由人工引种栽培。